# Bronte Barratt
Bronte Amelia Arnold Barratt (Brisbane, 8 de febrero de 1989) es una deportista australiana que compitió en natación, especialista en el estilo libre.
Participó en tres Juegos Olímpicos de Verano, obteniendo en total cuatro medallas, oro en Pekín 2008, en 4 × 200 m libre, dos en Londres 2012, plata en 4 × 200 m libre y bronce en 200 m libre, y plata en Río de Janeiro 2016, en 4 × 200 m libre.
Ganó tres medallas en el Campeonato Mundial de Natación entre los años 2005 y 2013, tres medallas en el Campeonato Mundial de Natación en Piscina Corta, en los años 2006 y 2008, y cuatro medallas en el Campeonato Pan-Pacífico de Natación, en los años 2006 y 2001.
En 2009 fue condecorada con la Medalla de la Orden de Australia (OAM).

## Palmarés internacional
| Juegos Olímpicos                    | Juegos Olímpicos         | Juegos Olímpicos  | Juegos Olímpicos |
| Año                                 | Lugar                    | Medalla           | Prueba           |
| ----------------------------------- | ------------------------ | ----------------- | ---------------- |
| 2008                                | Pekín (China)            | Medalla de oro    | 4 × 200 m libre  |
| 2012                                | Londres (Reino Unido)    | Medalla de plata  | 4 × 200 m libre  |
| 2012                                | Londres (Reino Unido)    | Medalla de bronce | 200 m libre      |
| 2016                                | Río de Janeiro (Brasil)  | Medalla de plata  | 4 × 200 m libre  |
| Campeonato Mundial                  |                          |                   |                  |
| Año                                 | Lugar                    | Medalla           | Prueba           |
| 2005                                | Montreal (Canadá)        | Medalla de plata  | 4 × 200 m libre  |
| 2011                                | Shanghái (China)         | Medalla de plata  | 4 × 200 m libre  |
| 2013                                | Barcelona (España)       | Medalla de plata  | 4 × 200 m libre  |
| Campeonato Mundial en Piscina Corta |                          |                   |                  |
| Año                                 | Lugar                    | Medalla           | Prueba           |
| 2006                                | Shanghái (China)         | Medalla de oro    | 4 × 200 m libre  |
| 2006                                | Shanghái (China)         | Medalla de plata  | 400 m libre      |
| 2008                                | Mánchester (Reino Unido) | Medalla de bronce | 4 × 200 m libre  |
| Campeonato Pan-Pacífico             |                          |                   |                  |
| Año                                 | Lugar                    | Medalla           | Prueba           |
| 2006                                | Victoria (Canadá)        | Medalla de plata  | 4 × 200 m libre  |
| 2006                                | Victoria (Canadá)        | Medalla de bronce | 200 m libre      |
| 2014                                | Gold Coast (Australia)   | Medalla de plata  | 200 m libre      |
| 2014                                | Gold Coast (Australia)   | Medalla de plata  | 4 × 200 m libre  |